# 宅梧镇
宅梧镇，是中华人民共和国广东省江门市鹤山市下辖的一个乡镇级行政单位。

## 行政区划
宅梧镇下辖以下地区：
梧冈社区、堂马村、靖村、上沙村、下沙村、漱云村、泗云村、双龙村、荷村、选田村和白水带村。